# Vai (Creta)

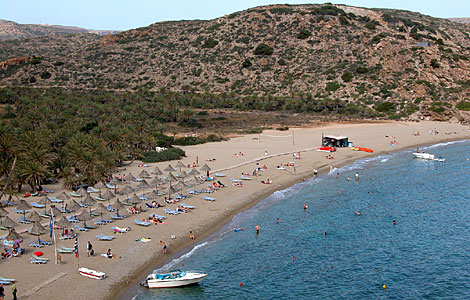
Spiaggia di Vai.

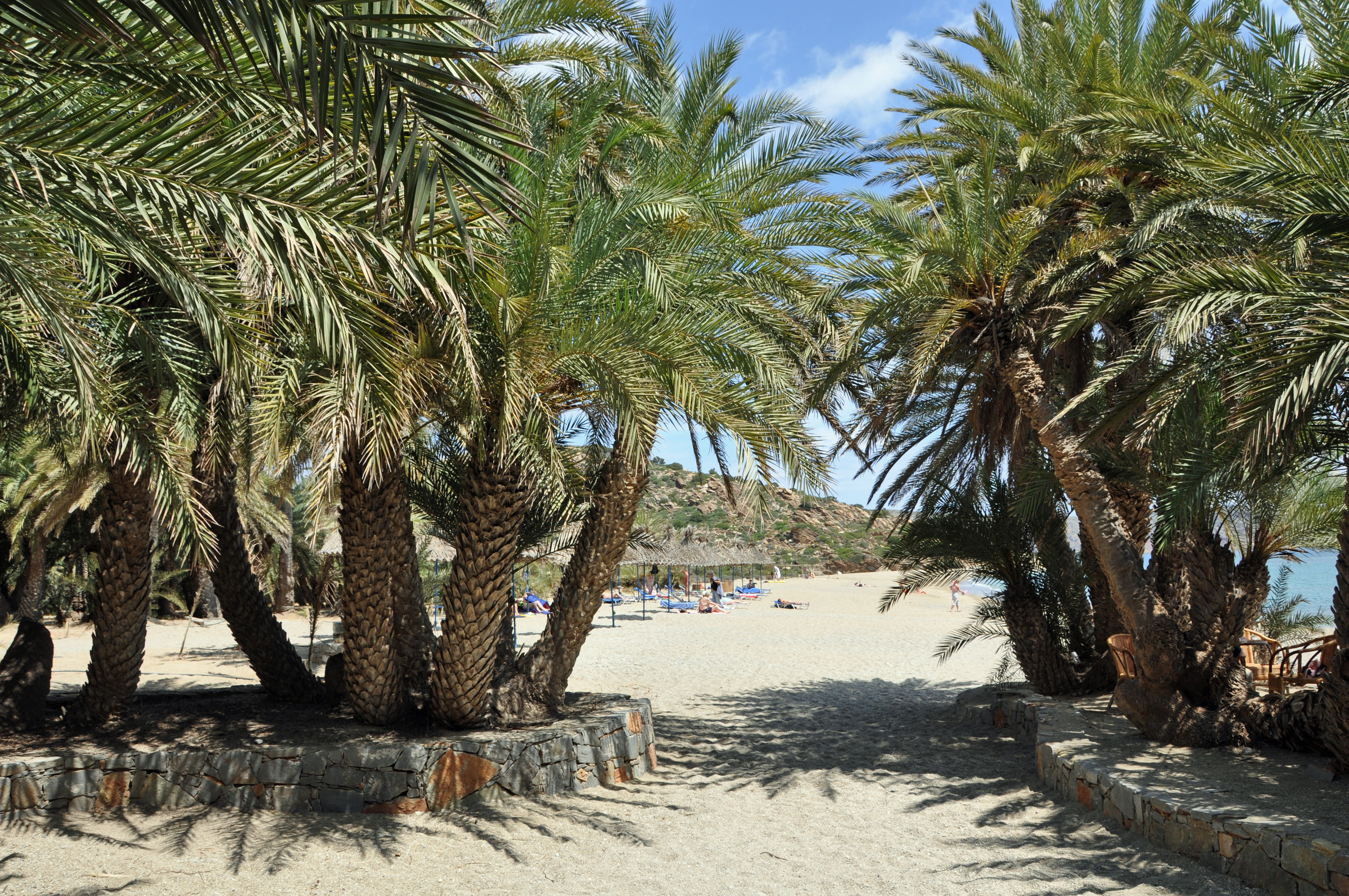
Spiaggia di Vai.

La spiaggia di Vai è una delle più grandi attrazioni della mediterranea isola di Creta. L'intera spiaggia è caratterizzata dalla grande foresta di palme naturali (la più grande in Europa) della specie Phoenix theophrasti.

## Turismo
Come meta turistica fu scoperta alla fine degli anni settanta dagli hippies provenienti dai centri di Matala e Preveli. Alla fine degli anni ottanta fu scoperta anche dagli operatori turistici e la spiaggia fu riempita di turisti di tutto il mondo che la trasformarono presto in una discarica a cielo aperto. Successivamente Vai fu chiusa ai turisti e, dopo essere stata ripulita, dichiarata area protetta.